# Hockey Roller Club Monza 2017-2018
Questa voce raccoglie le informazioni riguardanti l'Hockey Roller Club Monza nelle competizioni ufficiali della stagione 2017-2018.

## Maglie e sponsor
Lo sponsor ufficiale per la stagione 2017-2018 è TeamServiceCar.
| 1ª divisa | 2ª divisa |

## Organigramma societario
- Presidente: Andrea Brambilla
- Vicepresidente: Franco Girardelli
- Consiglieri: Graciela Angarita, Edoardo Enrini
- Direttore sportivo: Franco Girardelli
- Segreteria: Andrea Nobili
- Addetto stampa: Federico Faicchia

## Organico

### Giocatori
| N° | Naz.                  | Ruolo | Sportivo            |  |  |  |
| -- | --------------------- | ----- | ------------------- |  |  |  |
| 1  | Italia (bandiera)     | P     | Stefano Zampoli     |  |  |  |
| 2  | Italia (bandiera)     | E     | Matteo Zucchetti    |  |  |  |
| 3  | Italia (bandiera)     | E     | Pietro Lazzarotto   |  |  |  |
| 4  | Spagna (bandiera)     | E     | Marc Ollè           |  |  |  |
| 5  | Italia (bandiera)     | E     | Andrea Camporese    |  |  |  |
| 6  | Argentina (bandiera)  | E     | Julian Martinez     |  |  |  |
| 7  | Italia (bandiera)     | E     | Matteo Galimberti   |  |  |  |
| 8  | Portogallo (bandiera) | E     | Pedro Batista       |  |  |  |
| 9  | Italia (bandiera)     | E     | Filippo Zambon      |  |  |  |
| 10 | Italia (bandiera)     | P     | Giuseppe Piscitelli |  |  |  |
| 11 | Italia (bandiera)     | E     | Sebastiano Schena   |  |  |  |
| 12 | Italia (bandiera)     | P     | Edoardo Vergine     |  |  |  |

### Staff
- Allenatore:  Tommaso Colamaria
- Meccanico:  Antonio Piazza